# 單斑鸚竺鯛
單斑鸚竺鯛（學名：Ostorhinchus monospilus），又稱單斑鸚天竺鯛，為輻鰭魚綱鈎頭魚目天竺鯛科鸚竺鯛屬下的一個種，分布於中西太平洋菲律賓、印尼、巴布亞新幾內亞與澳洲海域，深度2至41公尺，本魚體呈橢圓形，體稍側扁，頭大、眼大、口大且斜裂，頜齒細小，前鰓蓋骨邊緣有鋸齒，鰓蓋骨後緣棘不發達，體被弱櫛鱗，體色銀色至棕色，頭背鰭後部有明顯的白色斑點，通常有寬闊的暗色中側條紋，上方有較窄的部分條紋，頭部有棕色和白色條紋，虹膜為黃色，背鰭2個，尾鰭叉形，背鰭硬棘8枚、背鰭軟條9枚、臀鰭硬棘2枚、臀鰭軟條8枚，體長可達7.8公分，棲息在珊瑚礁，夜間成群活動，屬肉食性，繁殖期時，雄魚具有口孵習性，卵約7日化成仔魚，由雄魚吐出，具短暫的仔魚飄浮期，生活習性不明。